# ISO 6937
ISO 6937 ist eine Zeichenkodierung mit variabler Länge sowie eine ISO-Norm, die erstmals 1983 veröffentlicht wurde. Sie deckt die meisten europäischen Sprachen mit lateinischer Schrift ab. Die Norm wurde zuletzt 2009 aktualisiert. ISO 6937 wurde von Teletex verwendet. Um das €-Zeichen (an Position A4hex) erweitert, ist ISO 6937 eine der möglichen Text-Kodierungen bei DVB.
ISO 6937 kodiert die Vielzahl an akzentuierten Zeichen mit zwei Bytes, wobei das erste Byte das diakritische Zeichen darstellt und das zweite Byte das Zeichen, an dem das Diakritikum positioniert werden soll. Die möglichen Kombinationen sind dabei genau festgelegt, also nicht beliebig.
Die folgende Tabelle stellt das Repertoire von ISO 6937 dar. Blaue Felder stellen diakritische Zeichen dar, grüne Felder nicht belegte Codepunkte. Die ersten 128 Zeichen sind mit ASCII identisch.
| Code | …0           | …1           | …2           | …3           | …4           | …5           | …6           | …7           | …8           | …9           | …A           | …B           | …C           | …D           | …E           | …F           |
| ---- | ------------ | ------------ | ------------ | ------------ | ------------ | ------------ | ------------ | ------------ | ------------ | ------------ | ------------ | ------------ | ------------ | ------------ | ------------ | ------------ |
| 0…   | NUL          | SOH          | STX          | ETX          | EOT          | ENQ          | ACK          | BEL          | BS           | HT           | LF           | VT           | FF           | CR           | SO           | SI           |
| 1…   | DLE          | DC1          | DC2          | DC3          | DC4          | NAK          | SYN          | ETB          | CAN          | EM           | SUB          | ESC          | FS           | GS           | RS           | US           |
| 2…   | SP           | !            | "            | #            | $            | %            | &            | '            | (            | )            | *            | +            | ,            | -            | .            | /            |
| 3…   | 0            | 1            | 2            | 3            | 4            | 5            | 6            | 7            | 8            | 9            | :            | ;            | <            | =            | >            | ?            |
| 4…   | @            | A            | B            | C            | D            | E            | F            | G            | H            | I            | J            | K            | L            | M            | N            | O            |
| 5…   | P            | Q            | R            | S            | T            | U            | V            | W            | X            | Y            | Z            | [            | \            | ]            | ^            | _            |
| 6…   | `            | a            | b            | c            | d            | e            | f            | g            | h            | i            | j            | k            | l            | m            | n            | o            |
| 7…   | p            | q            | r            | s            | t            | u            | v            | w            | x            | y            | z            | {            | \|           | }            | ~            | DEL          |
| 8…   | nicht belegt | nicht belegt | nicht belegt | nicht belegt | nicht belegt | nicht belegt | nicht belegt | nicht belegt | nicht belegt | nicht belegt | nicht belegt | nicht belegt | nicht belegt | nicht belegt | nicht belegt | nicht belegt |
| 9…   | nicht belegt | nicht belegt | nicht belegt | nicht belegt | nicht belegt | nicht belegt | nicht belegt | nicht belegt | nicht belegt | nicht belegt | nicht belegt | nicht belegt | nicht belegt | nicht belegt | nicht belegt | nicht belegt |
| A…   | NBSP         | ¡            | ¢            | £            |              | ¥            |              | §            | ¤            | ‘            | “            | «            | ←            | ↑            | →            | ↓            |
| B…   | °            | ±            | ²            | ³            | ×            | µ            | ¶            | ·            | ÷            | ’            | ”            | »            | ¼            | ½            | ¾            | ¿            |
| C…   |              | ◌̀            | ◌́            | ◌̂            | ◌̃            | ◌̄            | ◌̆            | ◌̇            | ◌̈            |              | ◌̊            | ◌̧            |              | ◌̋            | ◌̨            | ◌̌            |
| D…   | ―            | ¹            | ®            | ©            | ™            | ♪            | ¬            | ¦            |              |              |              |              | ⅛            | ⅜            | ⅝            | ⅞            |
| E…   | Ω            | Æ            | Đ            | ª            | Ħ            |              | Ĳ            | Ŀ            | Ł            | Ø            | Œ            | º            | Þ            | Ŧ            | Ŋ            | ŉ            |
| F…   | ĸ            | æ            | đ            | ð            | ħ            | ı            | ĳ            | ŀ            | ł            | ø            | œ            | ß            | þ            | ŧ            | ŋ            | SHY          |

Erlaubte Zeichenkombinationen:
| Akzent     | Code | Zweites Zeichen                                   | Ergebnis                                          |
| ---------- | ---- | ------------------------------------------------- | ------------------------------------------------- |
| Grave      | C1   | A E I O U a e i o u                               | À È Ì Ò Ù à è ì ò ù                               |
| Akut       | C2   | A C E I L N O R S U Y Z a c e g i l n o r s u y z | Á Ć É Í Ĺ Ń Ó Ŕ Ś Ú Ý Ź á ć é ģ í ĺ ń ó ŕ ś ú ý ź |
| Circumflex | C3   | A C E G H I J O S U W Y a c e g h i j o s u w y   | Â Ĉ Ê Ĝ Ĥ Î Ĵ Ô Ŝ Û Ŵ Ŷ â ĉ ê ĝ ĥ î ĵ ô ŝ û ŵ ŷ   |
| Tilde      | C4   | A I N O U a i n o u                               | Ã Ĩ Ñ Õ Ũ ã ĩ ñ õ ũ                               |
| Makron     | C5   | A E I O U a e i o u                               | Ā Ē Ī Ō Ū ā ē ī ō ū                               |
| Breve      | C6   | A G U a g u                                       | Ă Ğ Ŭ ă ğ ŭ                                       |
| Überpunkt  | C7   | C E G I Z c e g z                                 | Ċ Ė Ġ İ Ż ċ ė ġ ż                                 |
| Trema      | C8   | A E I O U Y a e i o u y                           | Ä Ë Ï Ö Ü Ÿ ä ë ï ö ü ÿ                           |
| Ringakzent | CA   | A U a u                                           | Å Ů å ů                                           |
| Cedilla    | CB   | C G K L N R S T c k l n r s t                     | Ç Ģ Ķ Ļ Ņ Ŗ Ş Ţ ç ķ ļ ņ ŗ ş ţ                     |
| Doppelakut | CD   | O U o u                                           | Ő Ű ő ű                                           |
| Ogonek     | CE   | A E I U a e i u                                   | Ą Ę Į Ų ą ę į ų                                   |
| Caron      | CF   | C D E L N R S T Z c d e l n r s t z               | Č Ď Ě Ľ Ň Ř Š Ť Ž č ď ě ľ ň ř š ť ž               |